# ГЕС Фуші
ГЕС Фуші (浮石水电站) — гідроелектростанція на півдні Китаю у провінції Гуансі. Знаходячись між ГЕС Маші (вище за течією) та ГЕС Гудінг, входить до складу каскаду на річці Rongjiang, лівій твірній Liujiang, яка впадає ліворуч до основної течії річкової системи Сіцзян (завершується в затоці Південнокитайського моря між Гуанчжоу та Гонконгом) на межі ділянок Hongshui та Qian.
У межах проєкту річку перекрили бетонною гравітаційною греблею висотою 30 метрів та довжиною 500 метрів. Вона утримує водосховище з об'ємом 450 млн м3 та максимальним рівнем під час повені до 121,3 метра НРМ. В операційному режимі рівень коливається між позначками 110,2 та 113 метрів НРМ, що забезпечує корисний об'єм у 47 млн м3. У складі греблі також облаштовано судноплавний шлюз із розмірами камери 80х8 метрів.
Інтегрований у греблю машинний зал обладнали трьома турбінами потужністю по 18 МВт, які використовують напір у 9 метрів та забезпечують виробництво 288 млн кВт·год електроенергії на рік.